# Junya Suzuki (fotbollsspelare född maj 1996)
Junya Suzuki (鈴木 順也 Suzuki Junya?), född 2 maj 1996 i Tochigi prefektur, är en japansk fotbollsspelare.
Suzuki började sin karriär 2019 i Thespakusatsu Gunma.